# Henicocoridae
Los henicocóridos (Henicocoridae) son una familia de insectos hemípteros del infraorden Pentatomomorpha.

## Géneros
- Henicocoris Woodward, 1968